# Transfer de masă
Transferul de masă este mișcarea netă a masei dintr-un loc sau stare (de obicei, însemnând flux, fază, fracțiune sau component) în alta. Transferul de masă are loc în multe procese, cum ar fi absorbția, evaporarea, uscarea, precipitarea, filtrarea cu membrană⁠(d) și distilarea. Transferul de masă este utilizat de diferite discipline științifice pentru diferite procese și mecanisme. Expresia este frecvent utilizată în inginerie pentru procese fizice care implică transportul difuziv și convectiv al speciilor chimice în cadrul sistemelor fizice.
Câteva exemple comune de procese de transfer de masă sunt evaporarea apei dintr-un iaz în atmosfera Pământului, purificarea sângelui în rinichi și ficat și distilarea alcoolului. În procesele industriale, operațiunile de transfer de masă includ separarea componentelor chimice în coloane de distilare⁠(d), absorbante precum scrubere⁠(d) sau echipamente de stripare⁠(d), adsorbante precum paturi de cărbune activ și extracția lichid–lichid⁠(d). Transferul de masă este adesea cuplat cu procese de transport suplimentare, de exemplu în turnurile de răcire industriale. Aceste turnuri cuplează transferul de căldură cu transferul de masă, permițând contactul apei calde cu aerul. Apa este răcită prin evaporarea unei părți din ea.

## Astrofizică
În astrofizică transferul de masă este procesul prin care materia gravitațională legată de un corp, de obicei o stea, îi umple lobul lui Roche și devine legată gravitațional de un al doilea corp, de obicei un obiect compact (pitică albă, stea neutronică sau gaură neagră) și în cele din urmă este acreționată pe acesta. Este un fenomen comun în sistemele binare și poate juca un rol important în unele tipuri de supernove și pulsari.

## Inginerie chimică
Transferul de masă își găsește multe aplicații în problemele de inginerie chimică. Este utilizat în ingineria reacțiilor, ingineria separărilor, ingineria transferului de căldură și multe alte ramuri ale ingineriei chimice, cum ar fi ingineria electrochimică.
Atunci când poate fi definită, forța motrice pentru transferul de masă este de obicei o diferență de potențial chimic, deși și alți gradienți termodinamici se pot cupla la fluxul de masă și îl pot determina și pe acesta. O specie chimică se deplasează din zone cu potențial chimic ridicat în zone cu potențial chimic scăzut. Astfel, extinderea teoretică maximă a unui anumit transfer de masă este de obicei determinată de punctul în care potențialul chimic este uniform. Pentru sistemele monofazice, acest lucru se traduce de obicei printr-o concentrație uniformă în întreaga fază, în timp ce pentru sistemele multifazice, speciile chimice vor prefera adesea o fază față de celelalte și vor atinge un potențial chimic uniform numai atunci când majoritatea speciilor chimice au fost absorbite în faza preferată, ca în extracția lichid–lichid.
În timp ce echilibrul termodinamic determină amploarea teoretică a unei anumite operațiuni de transfer de masă, viteza reală a transferului de masă va depinde de factori suplimentari, inclusiv modelele de curgere din cadrul sistemului și difuzivitățile speciilor în fiecare fază. Această viteză poate fi cuantificată prin calcularea și aplicarea coeficienților de transfer de masă pentru un proces general. Acești coeficienți de transfer de masă sunt de obicei publicați sub formă de numere adimensionale, cum ar fi numărul Péclet, numărul Reynolds, numărul Sherwood și numărul Schmidt.

## Analogii între transportul de căldură, masă și impuls
Există asemănări notabile în ecuațiile diferențiale aproximative utilizate în mod obișnuit pentru transportul de impuls, căldură și masă. Ecuațiile de transport molecular ale legii lui Newton pentru impulsul fluidului la un număr Reynolds scăzut (curgere Stokes⁠(d)), legii lui Fourier pentru căldură și legii lui Fick pentru masă sunt similare, deoarece toate sunt aproximări liniare ale transportului de cantități care se conservă într-un câmp de curgere. La un număr Reynolds mai mare, analogia dintre transferul de masă, căldură și impuls devine mai puțin utilă din cauza neliniarității ecuației Navier–Stokes (sau, mai fundamental, ecuației generale de conservare a impulsului), dar analogia dintre transferul de căldură și cel de masă rămâne valabilă. S-au depus eforturi considerabile pentru dezvoltarea unor analogii între aceste trei procese de transport, astfel încât să se permită prezicerea unuia dintre celelalte.